# Angerville-l'Orcher
Angerville-l'Orcher és un municipi francès situat al departament del Sena Marítim i a la regió de Normandia. L'any 2007 tenia 1.343 habitants.

## Demografia

### Població
El 2007 la població de fet d'Angerville-l'Orcher era de 1.343 persones. Hi havia 507 famílies de les quals 89 eren unipersonals (33 homes vivint sols i 56 dones vivint soles), 185 parelles sense fills, 207 parelles amb fills i 26 famílies monoparentals amb fills.
La població ha evolucionat segons el següent gràfic:
Habitants censats

### Habitatges
El 2007 hi havia 541 habitatges, 509 eren l'habitatge principal de la família, 10 eren segones residències i 22 estaven desocupats. 508 eren cases i 30 eren apartaments. Dels 509 habitatges principals, 398 estaven ocupats pels seus propietaris, 106 estaven llogats i ocupats pels llogaters i 5 estaven cedits a títol gratuït; 3 tenien una cambra, 30 en tenien dues, 97 en tenien tres, 117 en tenien quatre i 263 en tenien cinc o més. 398 habitatges disposaven pel capbaix d'una plaça de pàrquing. A 194 habitatges hi havia un automòbil i a 269 n'hi havia dos o més.

### Piràmide de població
La piràmide de població per edats i sexe el 2009 era:
| Homes | Edats   | Dones |
| ----- | ------- | ----- |
| 0     | 95 o +  | 0     |
| 0     | 90 a 94 | 0     |
| 4     | 85 a 89 | 20    |
| 12    | 80 a 84 | 8     |
| 28    | 75 a 79 | 24    |
| 20    | 70 a 74 | 24    |
| 32    | 65 a 69 | 40    |
| 28    | 60 a 64 | 12    |
| 24    | 55 a 59 | 56    |
| 28    | 50 a 54 | 24    |
| 76    | 45 a 49 | 64    |
| 36    | 40 a 44 | 36    |
| 36    | 35 a 39 | 52    |
| 48    | 30 a 34 | 52    |
| 40    | 25 a 29 | 24    |
| 28    | 20 a 24 | 28    |
| 52    | 15 a 19 | 40    |
| 48    | 10 a 14 | 64    |
| 16    | 5 a 9   | 44    |
| 40    | 0 a 4   | 20    |

## Economia
El 2007 la població en edat de treballar era de 850 persones, 585 eren actives i 265 eren inactives. De les 585 persones actives 549 estaven ocupades (303 homes i 246 dones) i 36 estaven aturades (16 homes i 20 dones). De les 265 persones inactives 110 estaven jubilades, 73 estaven estudiant i 82 estaven classificades com a «altres inactius».

### Ingressos
El 2009 a Angerville-l'Orcher hi havia 546 unitats fiscals que integraven 1.468 persones, la mediana anual d'ingressos fiscals per persona era de 19.122 €.

### Activitats econòmiques
Dels 50 establiments que hi havia el 2007, 4 eren d'empreses alimentàries, 1 d'una empresa de fabricació d'altres productes industrials, 14 d'empreses de construcció, 10 d'empreses de comerç i reparació d'automòbils, 3 d'empreses de transport, 3 d'empreses d'hostatgeria i restauració, 1 d'una empresa d'informació i comunicació, 3 d'empreses immobiliàries, 3 d'empreses de serveis, 6 d'entitats de l'administració pública i 2 d'empreses classificades com a «altres activitats de serveis».
Dels 17 establiments de servei als particulars que hi havia el 2009, 1 era una oficina de correu, 1 autoescola, 1 paleta, 2 guixaires pintors, 7 fusteries, 2 lampisteries, 2 perruqueries i 1 restaurant.
Dels 8 establiments comercials que hi havia el 2009, 1 era un supermercat, 1 una botiga de més de 120 m², 2 fleques, 3 carnisseries i 1 una joieria.
L'any 2000 a Angerville-l'Orcher hi havia 21 explotacions agrícoles que ocupaven un total de 825 hectàrees.

## Equipaments sanitaris i escolars
El 2009 hi havia 1 hospital de tractaments de mitja durada (seguiment i rehabilitació) i 1 farmàcia.
El 2009 hi havia una escola elemental.

## Poblacions més properes
El següent diagrama mostra les poblacions més properes.